# Chirurgia di riassegnazione del sesso
La chirurgia di riassegnazione del sesso, nota anche come chirurgia di riassegnazione del genere ( SRS / GRS ) e con diversi altri nomi, è una procedura chirurgica (o serie di procedure) mediante cui l'aspetto fisico di una persona transgender e la funzione delle sue caratteristiche sessuali esistenti vengono alterati per assomigliare a quelli socialmente associati con il loro genere identificato. Fa parte di un trattamento per la disforia di genere nelle persone transgender. Il termine è talvolta usato anche per descrivere l'intervento chirurgico per le persone intersessuali.
Le organizzazioni mediche professionali hanno stabilito standard di cura che si applicano prima che qualcuno possa richiedere e ricevere un intervento chirurgico di riassegnazione, inclusa la valutazione psicologica e un periodo di esperienza di vita reale nel genere desiderato.
Gli interventi di femminilizzazione sono interventi chirurgici che si traducono in un'anatomia tipicamente femminile. Questi interventi chirurgici includono vaginoplastica, mastoplastica additiva femminilizzante, orchiectomia, chirurgia di femminilizzazione facciale, tirocondroplastica riduttiva (rasatura tracheale) e chirurgia di femminilizzazione della voce, tra gli altri.
Gli interventi chirurgici di mascolinizzazione sono interventi chirurgici che si traducono in un'anatomia tipicamente maschile. Questi interventi comprendono la chirurgia della mascolinizzazione del torace (chirurgia superiore), la metoidoplastica, la falloplastica, la scrotoplastica e l'isterectomia.
Oltre alla SRS, i pazienti potrebbero aver bisogno di seguire per tutta la vita una terapia ormonale sostitutiva mascolinizzante o femminilizzante.
La Svezia è diventata il primo paese al mondo a consentire alle persone transgender di cambiare il loro genere legale dopo la chirurgia di riassegnazione di genere nel 1972.

## Terminologia
Esistono numerose altre espressioni che vengono utilizzate per riferirsi a questo tipo di chirurgia oltre a chirurgia di riassegnazione del sesso e chirurgia di riassegnazione di genere . L'American Society of Plastic Surgeons (ASPS) usa il termine chirurgia di conferma del genere o GCS e molte persone transgender preferiscono questa terminologia. Altri termini includono chirurgia di affermazione del genere, operazione di cambio di sesso, chirurgia di ricostruzione genitale, chirurgia di riallineamento sessuale, chirurgia di ricostruzione del sesso e chirurgia superiore e chirurgia inferiore riferendosi rispettivamente a interventi chirurgici del torace e dei genitali.

## Storia
Negli Stati Uniti nel 1917, Alan L. Hart, uno specialista americano della tubercolosi, divenne uno dei primi uomini trans a sottoporsi a isterectomia e gonadectomia come trattamento di quella che oggi viene chiamata disforia di genere.
A Berlino nel 1931, Dora Richter fu la prima donna transgender conosciuta a sottoporsi a vaginoplastica.